# Лусушвана
Лусушвана (Малая Усуту, англ. Lusushwana River, Little Usutu River) — река в Эсватини (Свазиленде), левый приток реки Умпилуси (Грейт-Усуту) (бассейн Индийского океана).
Берёт начало в Южно-Африканской Республике, в провинции Мпумаланга, близ города Дандоналд в местном муниципалитете Альберт Лутхули, северо-западнее Мбабане. Течёт на юго-восток по территории Эсватини и впадает в Умпилуси (Грейт-Усуту) южнее Манзини и западнее Сидвокодво, в округе Манзини. На реке вблизи города Мбабане находится действующая гидроэлектростанция ГЭС Луполо-Эзулвини мощностью 20 МВт.